# Vallisneria densiserrulata
Vallisneria denseserrulata ist eine Pflanzenart aus der Familie der Froschbissgewächse (Hydrocharitaceae).

## Beschreibung
Das Rhizom ist aufrecht, 1 bis 6 Zentimeter lang und hat einen Durchmesser von 4 bis 6 Millimeter. Die Stolonen weisen winzige Dornen auf. Die Blätter messen 20 bis 70 Zentimeter × 6 bis 12 Millimeter. Es sind drei Blattadern vorhanden, von denen die mittlere mit winzigen Dornen besetzt ist. Der Blattrand ist leicht gesägt, die Spitze stumpf oder zugespitzt. Die männliche Spatha ist dreikantig, vielblütig und misst 1 bis 1,5 Zentimeter × ca. 6 Millimeter. Die Kelchblätter sind zurückgebogen. Es sind zwei Staubblätter vorhanden. Die weibliche Spatha misst 1,5 bis 2 Zentimeter. Ihr Blütenstandsstiel ist sehr lang und schmal. Die Kelchblätter messen ca. 3 × 2 Millimeter und sind zugespitzt. Die Frucht ist dreikantig-zylindrisch. Die Samen sind nicht geflügelt.
Die Chromosomenzahl beträgt 2n = 20.
Die Art blüht und fruchtet von September bis Oktober.

## Vorkommen
Vallisneria denseserrulata wächst in Flüssen und Seen. Die Art kommt in Japan (Honshu) sowie in Anhui, Guangdong, Guangxi, Hubei, Liaoning und Zhejiang in der Volksrepublik China vor.

## Systematik
Vallisneria denseserrulata wurde 1914 von Makino Tomitarō als Varietät Vallisneria spiralis var. denseserrulata erstbeschrieben. 1921 hob Makino sie in den Rang einer Art.